# Marcus Staiger

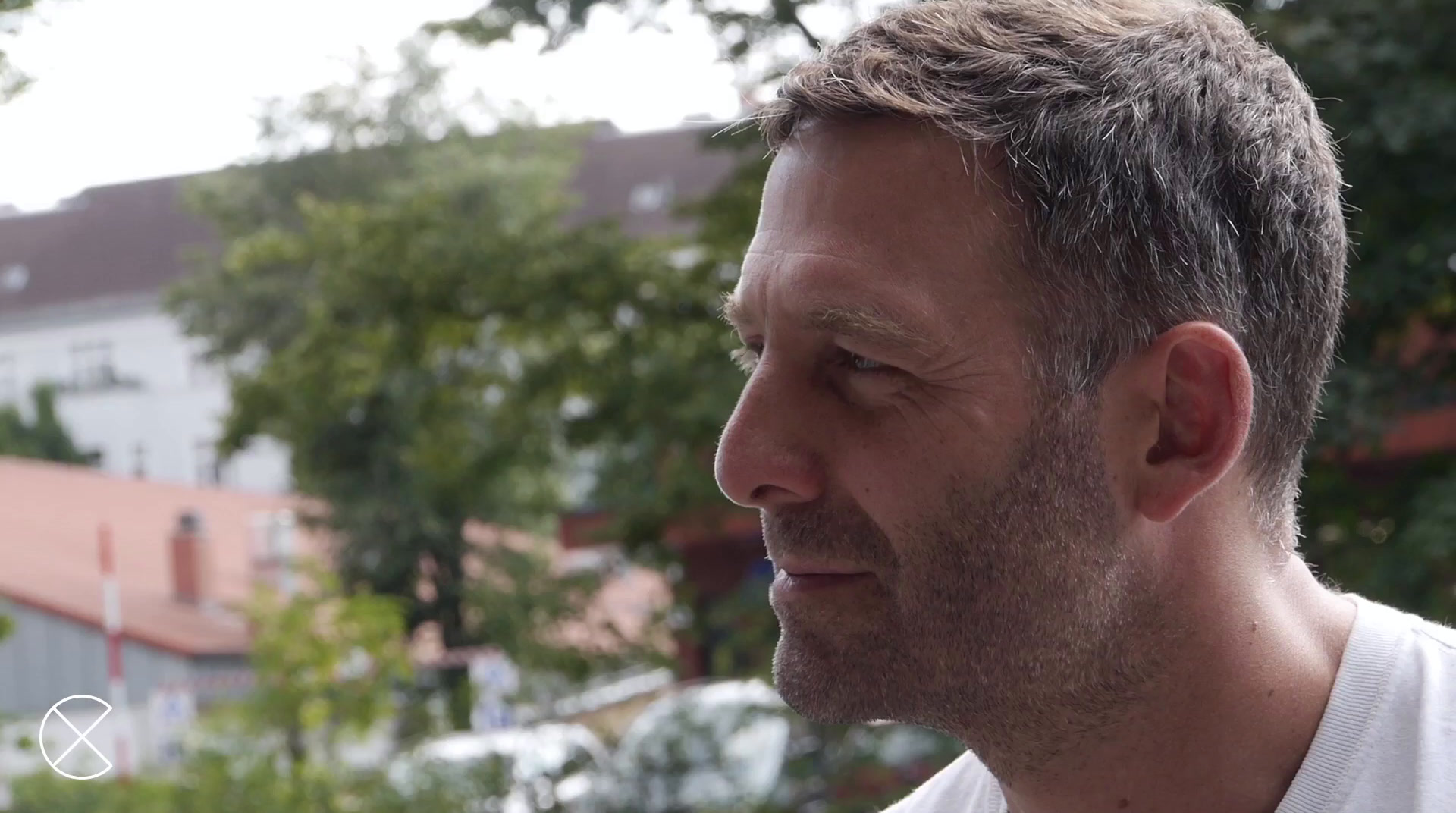
Marcus Staiger (2013)

Marcus Staiger (* 26. September 1971 in Leonberg) ist ein deutscher Journalist, Buchautor und ehemaliger Labelbetreiber. Er gilt als einer der Wegbereiter des Berliner Rap.

## Leben
Staiger wurde als Sohn eines Gipsers und einer Sekretärin geboren. Er legte 1991 das Abitur in Kornwestheim am städtischen Ernst-Sigle-Gymnasium ab. Nach einer einjährigen Tätigkeit als Fabrikarbeiter bei Sika Chemie und der Daimler-Benz AG siedelte er im November 1992 nach Berlin über und arbeitete dort unter anderem als Koch. 1993 begann er ein Studium der Wirtschaftswissenschaften und der Philosophie, das er im Jahr 2000 ohne Abschluss abbrach. Während der ersten Studienjahre begann er seine journalistische Tätigkeit bei den Hip-Hop-Magazinen Mik’s News und MK Zwo. Es folgten Artikel für die Magazine Juice, Style und andere Publikationen. Gleichzeitig arbeitete er als freier Mitarbeiter für die Sender Radio Eins und Radio Fritz. Staiger arbeitete neben seiner Tätigkeit als Koch auch als Kellner und bei der Post sowie als Leiharbeiter und als Berliner Stadtführer. Seit einigen Jahren ist Staiger als Industriekletterer beschäftigt und trainiert Brazilian Jiu-Jitsu.
Seit 2011 ist Marcus Staiger als freier Journalist u. a. für die Berliner Zeitung, Juice, junge Welt, Melodie und Rhythmus, Spex, Vice und Zeit Online tätig.

## Musikalische Karriere

### Royal Bunker
1997 begann Staiger, in dem Musik Café Royal Bunker Berlin regelmäßig sonntags Freestyle- und Battlerap-Veranstaltungen zu organisieren. Die Treffen gelten heute als Keimzelle des modernen Berliner Raps. Regelmäßig traten dort Sido, Kool Savas, die Atzen, B-Tight und andere heutige Größen der deutschen Rap-Szene auf. Noch im selben Jahr gründeten Staiger, Kool Savas, Mk1 und andere das Label Mikrokosmos. Nach inhaltlichen Differenzen trennten sich Staiger und die meisten Künstler 1999 von Mikrokosmos und Mk1. Daraufhin gründete Marcus Staiger ein neues Label und benannte es nach dem inzwischen geschlossenen Café Royal Bunker. Künstler wie Kool Savas, Sido, Eko Fresh, Kay One und Prinz Pi verhalfen dem Label in der Anfangszeit zu einem hohen Bekanntheitsgrad. Obwohl es noch 2007 gelang, mit der Formation K.I.Z in die Top Ten der Album-Charts einzusteigen, verkündete Marcus Staiger Ende desselben Jahres das baldige Aus von Royal Bunker als Label. 2008 schloss es offiziell seine Pforten. Als letztes Album veröffentlichte Royal Bunker Sexismus gegen Rechts. Nach seiner eigenen Aussage hatte zu diesem Zeitpunkt niemand mehr Top-Ten-Acts im Hip-Hop-Bereich entdeckt als er.

### rap.de
Seit April 2008 war Marcus Staiger Chefredakteur der Internetseite rap.de. Wegen seines provokanten Interviewstils und der teils ironisch gehaltenen Kritiken wird er häufig von den betroffenen Rappern kritisiert. Er sah sich deshalb immer wieder sowohl verbalen als auch körperlichen Attacken ausgesetzt. In einem Interview mit Falk Schacht bei Mixery Raw Deluxe verteidigte er seinen Schreibstil mit der journalistischen Sorgfaltspflicht. Durch das Internet falle der Filter zwischen Plattenfirmen und Konsumenten weg und müsse durch den Journalismus ersetzt werden. Daher müssten auch klarere Aussagen getroffen werden.
In der Mixery-Raw-Deluxe-Sendung vom 18. Juli 2011 gab Marcus Staiger bekannt, zum 1. August 2011 von Oliver Marquart als Chefredakteur bei rap.de abgelöst zu werden.

## Politisches Engagement
Staiger engagierte sich auf antifaschistischen Demonstrationen und beim Protest von Flüchtlingen in Berlin. Er war Mitglied der Organisation Radikale Linke Berlin. Marcus Staigers Publikationen und Positionen zum Themenkomplex Israel, Palästina und Antisemitismus, der insbesondere rund um den Rapper Kollegah für die Deutschrapszene relevant wurde, sind umstritten. Er engagierte sich für den erfolgreichen Volksentscheid „Deutsche Wohnen & Co. enteignen“ in der gleichnamigen Initiative.

## Sonstiges
Der Rapper Kool Savas warf Staiger im September 2014 vor, ihn in einem Interview mit der WOZ einen „Pantoffelhelden“ genannt zu haben. Die Zeitung äußerte sich auf ein Anwaltsschreiben hin, dass diese Bezeichnung in ihrem Artikel nicht vorkomme, schwärzte allerdings zwei Sätze im Interview.
Marcus Staiger ist Protagonist der 2015 veröffentlichten Mockumentary Blacktape von Sékou Neblett.
Von 2017 bis Juli 2020 moderierte Staiger bei Flux FM gemeinsam mit dem Rapper Mauli die wöchentliche Radiosendung Die wundersame Rapwoche. Ab August 2020 wurde sie in Eigenregie als Podcast betrieben. Im Mai 2022 wurde die letzte Sendung veröffentlicht (Episode 282).
Seit 2018 betreibt er als Teil eines Medien-Kollektives den Youtube-Channel Kommon, der sich vorrangig mit politischen Themen befasst.